# 保山四鬚魮
保山四鬚魮又名保山新光唇魚（学名：Neolissochilus baoshanensis）为輻鰭魚綱鯉形目鲤科的其中一種，分布於亞洲中國雲南省怒江及隴川江流域，體長可達17.4公分，棲息在中底層水域。